# Tratado sobre a Ressurreição
O Tratado sobre a Ressurreição é um dos manuscritos descobertos nos códices da Biblioteca de Nag Hammadi (Códice Jung) encontrados no Egito. A cópia sobrevivente está em Copta e é o penúltimo texto no códice.

## Tradição
A crença na Ressurreição está no coração da fé Cristã. Era, portanto, tema central das perguntas  e dos discursos entre os adeptos da nova fé. Estas discussões que tratavam da crença na vida após a morte continuaram através dos séculos II e III, como indicam os diferentes tratados dedicados ao assunto. Nesta tradição se situa o Tratado sobre a Ressurreição de Nag Hammadi.
O texto defende a tese de que a ressurreição de Jesus foi um fenômeno real e não apenas metafórico. O texto sustenta que Jesus "viveu como carne" e era "humano e divino", ou seja, o autor rejeitava o docetismo, teoria frequentemente defendida entre os gnósticos. O texto também diz que Jesus "se apresentou como o Filho de Deus".

## Aspectos literários
O texto se apresenta como um documento redigido por um senhor a seu discípulo, Regino, ainda que falte endereço no início da Epístola. É um tratado pequeno e didático, com oito páginas, que se assemelha a um discurso inflamado.

## O tema da Ressurreição

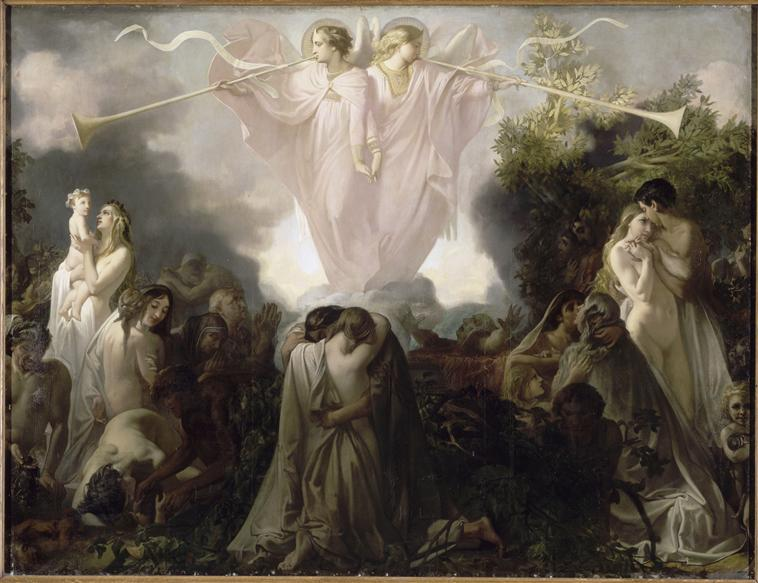
A Ressurreição dos Mortos

A importância desta carta está na sua interpretação particular e pouco ortodoxa da influência dos ensinamentos cristãos sobre a vida após a morte. Antes do final do século II, a data provável em que foi escrito, os Cristãos - Gnósticos ou Ortodoxos - estavam lutando contra certos desafios e dúvidas:
- Esta vida era demonstrável filosoficamente (como Sócrates havia discutido em Fédon?
- Que formato teria? (A imortalidade da Alma? A Ressurreição dos corpos? A reencarnação?)
- Quando se daria esta vida? (Na morte? No retorno de Cristo? Quem dera até mesmo antes da morte?)

Os ensinamentos do Novo Testamento são ambíguos sobre estes pontos, ainda que dentro da Igreja haja um acordo sobre pelo menos dois destes temas: o modelo e a base para a esperança de vida eterna eram a Ressurreição de Jesus e a ressurreição dos indivíduos implicaria na retenção de suas identidades pessoais
Neste tratado, a ressurreição não pode ser advinda da discussão filosófica, mas apenas na fé na ressurreição do Senhor. Ela aparece primeiro na encarnação, morte e ressurreição do Senhor, que é representada para seus discípulos como o Sol revelando seus raios.
A forma desta ressurreição é expressada em relação com a separação do homem interior após a morte do corpo físico, para colocar uma vestimenta de luz (raios do Sol). Os seguidores mais fiéis, assim, participam pela fé do dom da ressurreição do Senhor , uma doutrina também apresentada explicitamente no Evangelho de Filipe.
O escritor é certamente Cristão e sua fé está firmemente plantada no Novo Testamento. Porém, o texto revela algumas características típicas do Valentianismo, como a crença de que a ressurreição já havia chegado ou a noção da restauração da alma ao Pleroma depois de uma deficiência. Há ainda a crença de Jesus seria um Aeon .

## Outros temas
O texto tem algumas características gnósticas, quando defende teses como:
- a restauração do pleroma;
- divindades múltiplas;
- eras;
- predestinação; e
- predileção por Paulo de Tarso, identificado como "O Apóstolo"[4].

Faz alusão ao relato da Transfiguração encontrado no Evangelho segundo Marcos, dizendo: "Você se lembra de ter lido no Evangelho como Elias e Moisés apareceram?" Portanto, o texto indica que o autor aceitou a narrativa sinótica do evangelho de Marcos como um texto sagrado.
Contém uma mistura de visões proto-ortodoxas e gnósticas. Essa mistura é aparente em um trecho sobre quem era Jesus e qual era seu propósito em vir a este mundo. O trecho afirma: “Ora, o Filho de Deus, Rheginos, era Filho do Homem. Ele abraçou os dois, possuindo a humanidade e a divindade, para que por um lado vencesse a morte por ser Filho de Deus, e por outro a outra pelo Filho do Homem pode ocorrer a restauração ao Pleroma, porque ele era originalmente de cima, uma semente da Verdade, porque esta estrutura (do cosmos) havia surgido. Nesta (estrutura) muitos domínios e divindades entrou em existência."
O conceito de que Jesus era divino e humano fazia parte da visão proto-ortodoxa. No entanto, a crença na existência de muitas divindades e no Pleroma eram visões gnósticas rejeitadas pelos cristãos proto-ortodoxos. Consequentemente, a ideia de que o propósito de Jesus iria restaurar o Pleroma também era uma crença gnóstica.
O autor também afirma que este mundo é uma ilusão e instrui Rheginos a não "viver em conformidade com a carne", porque o objetivo dos cristãos gnósticos é ser "libertado deste Elemento" (libertado do mundo material).
A carta também contém declarações que indicam que o autor acreditava na predestinação. Um trecho afirma: "Portanto, somos eleitos para a salvação e redenção, visto que estamos predestinados desde o início a não cair na loucura dos que não têm conhecimento, mas entraremos na sabedoria daqueles que conheceram a Verdade."
Este trecho também enfatiza a importância do conhecimento para a salvação, que também é uma visão gnóstica.